# خط طول 175° شرق
خط طول 175° شرق خط غرينتش هو خط طول ينطلق من القطب الشمالي إلى القطب الجنوبي مرورا بالمحيط المتجمد الشمالي، آسيا، المحيط الهادئ، نيوزيلندا، المحيط المتجمد الجنوبي وأنتاركتيكا.
يشكل خط طول 175° شرق دائرة متكاملة مع خط طول 5° غرب.

## من القطب إلى القطب
ينطلق خط طول 175° شرق من القطب الشمالي إلى القطب الجنوبي مرورا بالمناطق التالية:
| الإحداثيات                           | الدولة، الأرض أو البحر                     |
| ------------------------------------ | ------------------------------------------ |
| 90°0′N 175°0′E / 90.000°N 175.000°E  | المحيط المتجمد الشمالي                     |
| 72°44′N 175°0′E / 72.733°N 175.000°E | بحر سيبيريا الشرقي                         |
| 69°50′N 175°0′E / 69.833°N 175.000°E | روسيا                                      |
| 61°58′N 175°0′E / 61.967°N 175.000°E | بحر بيرينغ                                 |
| 52°30′N 175°0′E / 52.500°N 175.000°E | المحيط الهادئ                              |
| 1°27′S 175°0′E / 1.450°S 175.000°E   | كيريباتي                                   |
| 1°28′S 175°0′E / 1.467°S 175.000°E   | المحيط الهادئ                              |
| 36°46′S 175°0′E / 36.767°S 175.000°E | نيوزيلندا                                  |
| 39°57′S 175°0′E / 39.950°S 175.000°E | المحيط الهادئ                              |
| 40°53′S 175°0′E / 40.883°S 175.000°E | نيوزيلندا                                  |
| 41°23′S 175°0′E / 41.383°S 175.000°E | المحيط الهادئ                              |
| 60°0′S 175°0′E / 60.000°S 175.000°E  | المحيط المتجمد الجنوبي                     |
| 77°40′S 175°0′E / 77.667°S 175.000°E | منطقة روس — أنتاركتيكا، تابعة لـ نيوزيلندا |